# Porta-Claudia-Tunnel
Der Porta-Claudia-Tunnel ist ein 959 Meter langer Umfahrungstunnel um Scharnitz in Tirol. Er führt unter der Ostflanke des Arntalköpfles hindurch, an der sich die Ruinen der Porta Claudia befinden. Der Tunnel ist ein Teil des 2080 m langen Gesamtprojektes Umfahrung Scharnitz, welches den Ort westlich umfährt.
Der Vortrieb begann am 19. Juli 2016, der Durchschlag erfolgte am 13. Dezember 2016. Am 10. November 2018 wurde die Umfahrung Scharnitz feierlich eröffnet. Die Baukosten für den Tunnel betrugen 19 Millionen Euro, für die gesamte Umfahrung inklusive Isarbrücke 34 Millionen Euro.
Der Tunnel verbindet die auf deutscher Seite verlaufende B2 mit der auf österreichischer Seite gelegenen B177 und bildet somit einen weiteren Verbindungstunnel der Europastraße 533 im Bereich zwischen Eschenlohe (Ende der deutschen BAB 95) und Zirl an der österreichischen A12.